# Excitebike 64
Excitebike 64 — компьютерная игра в жанре гонок, разработанная компанией Left Field Productions и выпущенная для игровой платформы Nintendo 64 в 2000 году. Она является продолжением оригинальной игры 1984 года на NES, Excitebike. Excitebike 64 была хорошо принята критиками благодаря своей графике, управлению и возможностям настройки.

## Игровой процесс
Excitebike 64 предлагает игрокам выбрать одного из 6 гонщиков и принять участие в различных гонках. Кроме этого, игроки также могут создать свои собственные трассы в режиме тренировок или соревнований.
Одним из главных элементов геймплея являются прыжки на мотоциклах. Игроки могут выполнять различные трюки, чтобы заработать дополнительные очки и получить преимущество перед другими гонщиками. Кроме того, игроки могут настраивать свои мотоциклы, чтобы повысить скорость, ускорение и маневренность.
Excitebike 64 также предлагает многопользовательский режим, где до четырёх игроков могут играть в режиме split-screen.

## Восприятие
| Сводный рейтинг | Сводный рейтинг |
| Агрегатор       | Оценка          |
| --------------- | --------------- |
| GameRankings    | 89,07 %         |

Игра получила в основном положительные отзывы, согласно сайту-агрегатору Metacritic. Фрэнк Прово из GameSpot с своём обзоре пишет, что игра весёлая и к ней хочется возвращаться, несмотря на неидеальную графику и низкий фреймрейт.